# Gare de Wamont
La gare de Wamont (en néerlandais : station Waasmont), ancienne orthographe Waasmond, est une ancienne halte ferroviaire belge de la ligne 127, de Landen à Statte qui se trouvait sur l'ancienne commune de Wamont, rattachée à celle de Landen dans la province du Brabant flamand, en Région flamande. Mise en service en 1886, elle ferme aux voyageurs en 1963.

## Situation ferroviaire
Établie à approximativement 100 m d’altitude, la gare de Wamont était située au point kilométrique (PK) 2,6 de la ligne 127, de Landen à Statte , entre les gares de Landen et d'Avernas.

## Histoire
La halte de Wamont, administrée depuis la station de Landen, est mise en service le 21 septembre 1886 par l'Administration des chemins de fer de l'État belge.
Le 18 octobre 1888 dans la salle d'attente de première classe de la gare de Liège-Guillemins est mise en adjudication la construction d'un bâtiment des recettes à la halte de Wamont pour un montant de 8 933 francs et 11 centimes. Ce bâtiment correspond au plan type 1888 et était complété par une halle aux marchandises. Le logement « absolument trop restreint » dans sa configuration d'origine est agrandi en 1897.
Les trains de voyageurs sont supprimés le 29 septembre 1963. Le bâtiment de la gare, inutilisé, est démoli en 1969.